# ウルトラマンネオス
『ウルトラマンネオス』は、円谷プロダクション制作のウルトラシリーズの作品。また、その劇中に登場するキャラクターの名前。
1995年にパイロット版の制作と雑誌・イベント展開が行われたがテレビシリーズの実現には至らず、その後、内容を一新して2000年11月22日から2001年5月5日にオリジナルビデオ作品として発売された。

## 概要
本作品はウルトラシリーズの原点回帰を目指し、雑誌などで用いられていた「勇士司令部」「宇宙保安庁」などの設定を引き継いでいる。一方で作品名となっているウルトラマンネオスのほかにウルトラセブン21（）が主要キャラクターとして登場するのも特徴である。
物語展開のフォーマットや、ネオスの臨戦態勢や光線の発射ポーズなど、初代『ウルトラマン』が踏襲されている。
プロットの段階では、地球人もダークマターの影響によって進化・誕生した生物であるという設定が検討されていたが、没となった。

### 1995年版
本作品は過去のウルトラシリーズと違った方法で1994年に企画が開始され、翌年の1995年1月、ネオスとセブン21を加えた21体のウルトラマンによって東宝ビルトで大々的に行われたスチール撮影会で本格的にプロジェクトが始動した。テレビや映画での作品ではなく「イベントや出版物上でしか見られないウルトラマン」と称し、同年3月に『テレビマガジン』誌上の特集記事と熊本の三井グリーンランドのウルトラマンショーでデビューした。当時は『ウルトラマン80』（1980年 - 1981年）以後、ウルトラシリーズの新作テレビシリーズが制作されておらず、海外制作のオリジナルビデオ『ウルトラマンG』『ウルトラマンパワード』の好評を受け、日本国内での新作テレビシリーズを望む声が高まっていた。そのため、本企画は「最初はイベント事業や出版展開で子供たちに周知させて徐々に人気を盛り上げ、行く行くは1996年4月期のTBSの新番組である『ウルトラマン80』以来のテレビシリーズを実現させる」ことを目的としたものだった。イベント主導であったことから、キャラクターデザインは円谷プロ事業部に当時所属していた丸山浩が担当した。
1995年中ごろにはパイロットフィルムが制作された。
そして、ウルトラシリーズ30周年となる1996年の放送開始を目指してテレビシリーズの企画が進められた。しかし、TBSでは制作費のかかる特撮番組の枠の確保は困難となり、『ネオス』は制作中止になった。また、プロデューサーの笈田雅人は、1995年にTBSで放送された『G』『パワード』が制作決定の判断材料となるテスト放送であったが、視聴率が振るわなかったことも原因であったことを証言している。
頓挫したテレビシリーズの企画は、広告代理店の読売広告社からの提案を受けて準キー局である毎日放送に向けてセールスされることとなり、『ウルトラマンティガ』として実現するに至った。本作品の企画に際し、撮影スタジオとなる東宝ビルトのNo.5ステージが円谷プロの出資を受けて改修されており、『ティガ』の特撮専用ステージとして活用された。
同じく30周年企画として、テレビシリーズの企画とは別に制作された映画『ウルトラマンゼアス』は、本作品が原点回帰を意図していたため、差別化として赤を主体とした配色やコメディタッチの内容などが取り入れられた。

### 2000年版
5年間のブランクを経て『ウルトラマンガイア』が終了した1999年冬、デザインや設定に手を加えて『ウルトラセブン1999』の後続企画としてプロデュースが一段落した円谷昌弘の発案によって企画が開始し、オリジナルビデオ作品（全12話）が制作された。当時は『平成セブン』や『ウルトラマンガイア』が終了した新規作品の空白期にあたり、スタッフは『平成セブン』から引き継いでいるが、作品内容は平成ウルトラマンと同様に児童をイメージしたファミリー層をターゲットとしている。『平成ウルトラセブン』が50分ほどであったのに対し、それよりも短いテレビサイズの25分程度でまとめられた。
ストーリーは1本を見ると独立しているが12本見終わるとつながりのあるシリーズにするため、核のある話をまず何本か書き、そのほかの話を募集してシリーズ構成の武上がシリーズ全体をまとめており、初代『ウルトラマン』のテイストを意識し、シンプルかつバラエティに富んだ内容が目指され、オマージュという方向性となった。プロットの一般公募も行われ、脚本家・ドキュメンタリー演出家の星貴則によるものが第10話として採用された。
オリジナルビデオ作品はM78星雲光の国出身の宇宙警備隊隊員であるウルトラマンを主役とした作品である一方、第1話は人類と怪獣や宇宙人とのファーストコンタクトとして描かれている。また、主人公がすでにウルトラマンと融合した状態で登場している。

## 登場人物

### HEARTメンバー
カグラ・ゲンキ（神楽 元気）
自衛隊特殊戦略部隊出身で、24歳。宇宙のDJ電波望遠鏡へ出向中にダークマターと遭遇し仲間たちを救出したが、ザム星人の宇宙船が衝突した影響で宇宙空間へ放り出されてしまう。そしてゾフィーに救われ、勇敢な青年と認められてウルトラマンネオスと一体化し地球へ帰還した。明朗快活な性格で、奇跡の生還を果たした自らを「ミラクルマンを超えたウルトラマン」と称する一方、ザム星人関連の事件では思い悩むこともあった。

ミナト・ゴンパチ（港 権八）
HEART隊長。自衛隊特殊戦略部隊出身の戦闘のプロフェッショナルで、自ら隊長に志願し、隊員選抜も自ら行った。熊本県出身の41歳。寡黙で頑固な印象だが、任務終了後に隊員たちに寿司を奢る太っ腹な一面も持つ。趣味はチェスだが、主な対戦相手のアユミにいつも負けてばかりいる。

ウエマツ・ヒロノブ（植松 弘展）
隊長不在時には代理を務めるサブリーダー的存在。元警視庁特別機動捜査隊隊員で犯罪心理学・爆発物処理を徹底的に学んだエリート警察官だった。28歳。元オリンピック日本代表の射撃の名手で真面目な性格だが、第2話でザムタワーにヒノと共に侵入した際には、砕けた一面も見せた。

ヒノ・タカヨシ（日野 隆義）
ロボット工学の権威で、流体力学・金属工学などあらゆる博士号を持つメカの天才。26歳。少年時代は恐竜博士と呼ばれていたほど恐竜にも詳しい。自らが開発したメカには絶対の自信を持つ男で、少し調子に乗りやすいムードメーカー的な性格だが、落ち込むことも多く、仕事に対する責任感と同僚への仲間意識も強い。実家は蕎麦屋。

ハヤミ・ナナ（速水 奈々）
心臓外科を専門とする医学博士にして、バイオテクノロジー研究の第一人者でもある一方で超能力の科学的研究も推し進めていた26歳。そのため、命の尊さを誰よりも知っており、第5話ではシルドバンの墓標に手を合わせ、深く頭を下げた。戦闘要員としての実力も男性隊員に引けを取らず、カグラとペアを組んで行動することが多い。最終話でカグラがネオスではないかと直感する。

キタバヤシ・アユミ（北林 歩）
コンピューターの天才で、プログラミング・通信を主に担当する。18歳。15歳でカリフォルニア・コンピューター・カレッジ（CCC）を首席で卒業。帰国子女のため英語をはじめ、7カ国語を自在に話す。当初はHEARTのメンバー全員に軽口・タメ口調で話していたが、中盤以降はミナトには最低限のきちんとした言葉遣いで話すようになった。第8話では、恩師・宇佐美教授の娘・ミサキの命と心を救う活躍を見せた。

### 内閣情報局関係者
フジワラ・ヨウコ（藤原 陽子）
情報局秘書官。HEARTと内閣情報局のパイプ役で、HEARTの作戦時に連絡・調整業務を行う。当初は厳しく非情な面もあり、馬鹿にする感じで隊員たちを批評することが多かったが、内心では非常に信頼しており、中盤以降は良き理解者としてのイメージが強くなっていく。文武両道で、特技は弓道。
- キャラクターは藤原紀香をイメージして作られたものである。

カタギリ
情報局次官で、フジワラの上司。高圧的かつ冷徹な態度で、ギガドレッドの体内にミナトがいると知りながら処分するようHEARTの隊員に命じた。実は肝が小さい。
キサラギ（如月）
情報局特別保安部隊隊長。厳格な軍人で、部下の保安部隊隊員たちと共にエスラーをメンシュハイトへ引き渡そうとした。

## 本作品のウルトラマン

### ウルトラマンネオス
M78星雲光の国出身の銀色の巨人。M78星雲宇宙警備隊の特別攻撃隊勇士司令部に所属する。ゾフィーに救出されたカグラと一体化し、ダークマターによるアンバランス現象に見舞われ始めた地球を救うために派遣された、スピードに優れた戦士である。ダークマター現象による怪獣たちとの戦いを苦戦しながらも乗り越え、メンシュハイト打倒後にカグラと分離し、セブン21と共に光の国へ帰還する。
- 名前の由来は「NEO」から[2]。

デザイン・造型
デザインは丸山浩によるものだが、顔のデザインは、実現に至らなかった『ウルトラマン－遥かなる夢幻境へ翔べ－』に登場予定だったウルトラマンの流用であり、丸山は実質的に首から下をデザインしたと述べている。当初はブロウスポットがなかったが、円谷一夫のアイデアで付け加えられた。
ネオスの造形はパイロット版とビデオ版では異なっており、ビデオ版では丸山によってボディの模様が変更された。マスクは、パイロット版では面取りの解釈が異なっており、丸みを帯びたものであったが、ビデオ版ではパイロット版よりも若々しい顔つきにするため、凹凸が鋭いものとなった。プロテクターの解釈やボディのライン取り、マスク原形やその仕上げ処理はティガの造形などにおける経験が反映され、よりスマートで鋭角なイメージに変更された。またグローブとブーツも、初代ウルトラマンを踏襲した繋ぎ目をテープで巻いて塗装する方式から、ウルトラマンティガで確立したスーツの袖の中に入れる方式に変わっている。
ビデオ版での変身シーンの人形は、ウルトラマンガイアのものが改造された。

#### エストレーラー
カグラがゾフィーから授けられた、光のエネルギーが蓄積されたカプセル状の変身アイテム。これが無いとネオスに変身できないため、カグラは常に携帯しているが、第6話で罠にはまってザム星人に奪われたこともあり、セブン21の協力で取り戻した。
変身方法
カグラが変身を決意した際、エストレーラーを天にかざしながら「ネオース!!」または「ウルトラマン・ネオース!!」と叫ぶと同時に、カグラの精神に反応したエストレーラーの両端から眩い光が発してカグラの全身を包み込み、ウルトラマンネオスに変身、巨大化する。

#### 能力（ネオス）
ネオマグニウム光線
ネオスが最も得意とする、高熱・高圧の金色の必殺光線。右腕を斜め上に引き、左腕を横に伸ばして光エネルギーを集めた後、両腕を十字に組んでマグニウムエネルギーをスパークさせて十字型の光線を発射する。第5話では構えが同じだが、両腕を伸ばす動作を省略し、瞬時に右手のみから放つスペシウム光線でバッカクーンを倒した。多くのエネルギーを消耗する。
マグニウム光線（ビデオ未使用）
パイロットフィルム版で使用した必殺技。両拳を握り締めた状態で左腕を縦にして両腕で十字を組み、次に両拳を開き、両手を胸の前でX字に交差させて上部から放つV字状の必殺光線。大きなエネルギーを消耗する。セブン21のアドリウム光線との同時発射でドレンゲランを倒した。
ウルトラ・サンダーチョップ（ビデオ未使用）
手先にエネルギーを集中させて放つチョップ。パイロットフィルム版で使用し、ザム星人に2連続で食らわせてダメージを与えた。
ウルトラ・エディ・ビーム
腕を交差させてマグニウムエネルギーを溜め、それを右腕に誘導してスプリング状の光弾にして放つ。キングダイナスを骨格以外消し飛ばした他、ネオマグニウム光線に耐えたグラールに続けてこの技を当てて倒した。
ネオス・ナックル・シェル
腕を交差させ、パンチと共に右腕から高熱のエネルギー光球を放つ。威力は低いが連続発射が可能。ノゼラに使用したが、甲羅に弾かれた。メンシュハイトにも使用、セブン21の21アタック・ビームとの同時使用で6連射してメンシュハイトの角と翼を破壊した。
ネオ・スラッシュ
マグニウムエネルギーをリング状にして投げつける光のカッター光線。バッカクーンに使用しかけるが、胞子で妨害された。ザムリベンジャーには続けて2回使用したが、全てバリアで防がれた。
ウルトラ・マルチ・ビーム
額のブロウスポットから発射される光線。熱線、電撃光線、磁力線、麻痺光線、覚醒光線に使い分けられる。メンシュハイトに使用、セブン21のアドリウム光線との同時発射でダメージを与えた。
ネオス・パンチ
強烈なストレートパンチ。ザムリベンジャーの頭を破壊して倒した。フックやジャブ、アッパーなどのバリエーションを持つ。
ネオス・エルボー
相手の弱点を狙い撃つ、強烈な肘打ち。ザムリベンチャーの光波バリヤーを破壊したウルトラ・エルボースマッシュと呼ばれるタイプや、投げ飛ばした相手に全体重を集めた肘を打ち込むウルトラ・エルボードロップ、跳躍して空中から落下した勢いを利用して敵の頭部に肘打ちを放つジャンピング・エルボードロップなど、多くのタイプがある。
ネオス・キック
回し蹴りや後ろ回し蹴り、かかと落としなどのバリエーションを持つ。
ウルトラ・ヘビーキック
敵の正面から片足で放つ、強烈なキックで、サゾラにダメージを与えた。他に素早く空中へ飛び上がって敵の弱点に高空から急降下キックを放つウルトラ・ドロップキックなどの蹴り技もある。
ウルトラ・フライングキック
敵に突進して、その目前で空中高くジャンプしたのち、両足に全体重を乗せて急降下し、強烈な飛び蹴りを放つ技。アーナガルゲやザム星人、シーゴリアンに対して使用し、大きなダメージを与えた。
ネオス・ダブルキック
素早くジャンプして両足を大きく左右に開き、2体の敵を同時に蹴り飛ばす攻撃。バッカクーンとシルドバンに向けて放つことで、同時に転倒させた。
ネオス・チョップ
体内の全パワーを手中させた手刀を連続で打ち下ろす技。相手の喉元や首筋に素早く突き出すウルトラ・ノックアウトチョップや、水平に打ち込むウルトラ・カウンターブロー、敵の眼前で高く跳躍して落下した勢いでラフレシオンの角を叩き折ったウルトラ・ブレーンチョップなどのバリエーションを持つ。
ウルトラ・ホイッパー
敵の動きに合わせて繰り出す強烈な一本背負い投げ。ダメージを与えるだけでなく、相手の体重やスタミナ、反射神経などを知る手段としても用いる。キングバモスに繰り出した。
ウルトラ・フライングメイヤー
敵の首をつかんで放り投げ、地面に叩きつける首投げの一種。シーゴリアンに対して使用した際は、投げる瞬間に、腕をひねって相手の体を回転させ、より強烈なダメージを与えた。
ウルトラ・リフター
相手の体をつかんだのち、ウルトラパワーと呼ばれる超怪力で頭上高く持ち上げ、そこから一気に地面へと叩きつける投げ技。シーゴリアンに対して使用し、弱体化させた。
ウルトラ・アタック
倒れている相手に向かって、前転して強烈な頭突きを腹部に浴びせる技。体当たりで仰向けに転倒させたシーゴリアンに、全体重を乗せて飛び掛り、ダメージを与えることで、逆転への糸口を作った。
ウルトラ・リリース光線
ブロウスポットから放つ、還元光線。シーゴリアンを元の小魚に戻した。
ウルトラ・ミニマム光線
右手を額にかざしてブロウスポットからのエネルギーを右手に集め、霧状の念力ビームを放つ。キングバモスを元の小さな体に戻した。
ウルトラ・ライト・ソード
体内のエネルギーを光の物体に変換する特殊能力・ウルトラ・メタモーフォーズの一つ。右腕に発生させたマグニウムエネルギーを大型の光の刀に変えて、敵を切り裂く。ラフレシオンを倒した。
ウルトラ・ライト・ランガー
ウルトラ・メタモーフォーズの一つ。光の手裏剣を放つ。メンシュハイトに使用、セブン21のウルトラ・ファイヤー・ボールとの同時使用でダメージを与えた。Aタイプ、Bタイプの2種類がある。
ウルトラ・ライト・バリアー（ビデオ未使用）
ウルトラメタモーフォーズの一つ。指先から発生させたエネルギーで光の盾を作り、敵の攻撃を防ぐ。パイロットフィルム版で使用。ザム星人の胸からの光線を防いだ他、指先から光線にして放ち、電話ボックスの中で逃げ遅れた人をバリアーで包んで守った。
ウルトラ・ボディアタック
最高速度で飛行して、敵に体当たりして背後に弾き飛ばす。

### ウルトラセブン21
M78星雲光の国からきた赤い巨人。宇宙保安庁に所属し、セブン上司やウルトラセブンの部下にあたる。ネオスの盟友であるが、彼より年長のベテランである。ネオスに対しパワーの戦士であり、地球上では諜報活動を含む隠密行動を旨とするため表に出ることは多くない。地球を守る任務は本来21の任務であったが、奇怪な事件が担当エリアで発生したため、ゾフィーの指示でネオスが代わりに地球に派遣された。等身大でも活動できる他、自らが持つ変身能力を用いて、固定した人間態ではなく、事件に応じた関係している様々な人物に変身する。変身した人物から元の姿に戻る際には、特定の変身アイテムは使用せず、ウルトラセブンのウルトラアイ着眼変身の如く両目が輝いた後に目の周辺から全身にかけて赤い光に包まれてセブン21の姿に戻る。メンシュハイト打倒後に、ネオスと共に光の国へ帰還する。
『ウルトラマンフェスティバル'95』ライブステージ第1部『誕生！光の超人vs暗黒魔人』では宇宙保安庁に所属する前が描かれている。好戦的かつ粗暴で、自分本位に動きすぎる性格。まだ地球での実戦を認められておらず、既に地球での実戦を許されている勇士司令部のエリートであるネオスに嫉妬心を抱いていた。「怪獣は全て悪い奴」だと過信しており、ザム星人に操られたクマの縫いぐるみも「所詮は敵」という理由だけで殺そうとするなど、ウルトラ戦士らしからぬ無慈悲な面が見られる。ネオスに一喝された後、自暴自棄となってその場を立ち去るが、いかなる経緯かその後、ネオスたちを助けるためにおもちゃたちのコントロール装置を破壊し、ガッツ星人に捕まったクマの縫いぐるみを救出する。ザム星人との一騎討ちで一度は瀕死の状態になるが、ネオスによって命を救われる。その後、ウルトラの父と母の説教を受けるが、ウルトラの母に「他の者にはない優しさ」を認められ、宇宙警備隊特別部宇宙保安庁の養成機関へと半年間預けられることとなった。
- 名前の由来は「21世紀」から[2]。
- テレビアニメ『SSSS.GRIDMAN』『SSSS.DYNAZENON』には「コンビニ721（SEVEN TWO ONE）」というコンビニが登場する[53][54]。

デザイン・造型
デザインはネオスと同じく丸山浩が担当した。基本的にはウルトラセブンを踏襲しているが、肩にプロテクターがなく二の腕のみを覆っているのが特徴である。原典のセブンがプロテクターの凹部が長方形だったのに対し、おでこを含めて角丸の長方形で統一している。凹部のカラーリングは簡単に済ませるための金色ではなく、オリジナルの蓄光テープと同様、グリーン掛かったクリーム色で塗装している。
セブン21の造形はパイロット版とビデオ版では異なっており、ビデオ版ではネオスと同様に丸山によって細部を省略してシンプルな方向性で再デザインされた。パイロット版はマスクの面取りが異なっており、エッジが浅く、パーツやラインの位置が異なる。プロテクターの解釈やボディのライン取り、マスク原形やその仕上げ処理はティガの造形などにおける経験が反映され、よりスマートで鋭角なイメージに変更された。
パイロット版ではCG処理で表情の変化が描写された。

#### 能力（セブン21）
ヴェルザード
頭部に装着している、ウルトラセブンのアイスラッガーと同様の髷形状の宇宙ブーメラン。21スラッガーという表記もある。ウルトラ念力（ナイフとしても使用可能。）でコントロールすることができ、飛ばすと回転しながら飛んで敵を切り裂き、反転しながら頭部に戻ってくる。ナイフとしても使用可能。パイロットフィルム版ではドレンゲランの尻尾を切り裂いた他、ザム星人の発射した光線を押し戻した。ビデオシリーズでは最終話でメンシュハイトに不意討ちで使用したが、避けられてしまった。
- ウェルザードが外れた後の頭部が丸坊主になることの懸念から、後部だけ外れるようになっているため、小刀のような形になっている。イベントなどでは2枚合わせた刀剣タイプが登場している。

アドリウム光線
額のビームランプから発射する高熱の破壊光線。ウルトラセブンのエメリウム光線と同類の技。時速881キロメートルの発射速度により、百発百中の命中率を誇る。パイロットフィルム版ではネオスのマグニウム光線との同時発射でドレンゲランを倒した。ビデオシリーズではメンシュハイトに使用、ネオスのウルトラ・マルチ・ビームとの同時発射でダメージを与えた他、第10話でカグラにギガドレッドのバリヤーを見せるために等身大で使用している。
レジア・ショット
右腕を真横に突き出した後、L字型に腕を組んで右腕全体から発射する高熱破壊光線。ウルトラセブンのワイドショット以上の破壊力を持つ。ザゾラを倒した他、ネオマグニウム光線との同時発射でメンシュハイトの光弾を押し返しつつ、倒した。
ウルトラ・ダブル・ブレイザー
ネオスとセブン21が同時に高熱の破壊光線を発射する。
ウルトラ・ノックアウトチョップ（ビデオ未使用）
脳天チョップ。パイロットフィルム版で使用し、ザム星人にダメージを与えた。
フィンガーダーツ（ビデオ未使用）
両手で銃のような構えを取り、指先から光弾を連射する。パイロットフィルム版で使用し、ドレンゲランにダメージを与えた。
21・キック
回し蹴りや飛び蹴り、ドロップキックなどのバリエーションを持つ。
ウルトラXアイズ
両目から放つ特殊な光によって、全ての物を透視する。障害物の先を透視する他、敵の正体を見破ることも可能。第6話で使用。
ウルトラコントラクト（ウルトラコンタクト）
ウルトラ念力により、体を人間大にまで小さくする。
21・アタック・ビーム（アタック・ビーム）
両腕から同時に放つ磁力光線。左右の光線が途中で混ざり合い、約10倍の威力になる。連続発射も可能。メンシュハイトにも使用、ネオスのネオス・ナックル・シェルとの同時使用で6連射してダメージを与えた。
ストップ光線
ウルトラ念力によってリング状の金縛り光線を放ち、敵を締め付ける。第6話で等身大のザム星人に使用するも引きちぎられた。
ウルトラ・ファイヤー・ボール
体内のエネルギーを光の物体に変換する特殊能力・ウルトラ・メタモーフォーズの一つ。光の火炎弾を放つ。メンシュハイトに使用、ネオスのウルトラ・ライト・ランガーとの同時使用でダメージを与えた。
21・パンチ
渾身の力を込めて放つパンチで、フックやストレートパンチなど様々なバリエーションを持つ。メンシュハイトに対して放ち、ダメージを与えた。
21・チョップ
敵の急所を確実に狙い打つ強烈なチョップ。様々なバリエーションがあり、サゾラには水平チョップを、メンシュハイトには、架裟斬りのように斜めから振り下ろす手刀を繰り出した。
21・エルボー
敵の急所に、硬いひじを打ち込んで弱らせる技。ノゼラ戦でダメージを与えた。
ウルトラ・ジャスティー・キック
第4話のノゼラおよびサゾラとの戦いや第12話でのメンシュハイトとの最終決戦でストレートキックを何度も繰り出している。
ウルトラ・ボマー
全身のパワーを右足に集中して放つキック技。サゾラ戦で使用した。
ウルトラかかと落とし
右足のかかとを敵の頭部に向かって勢いよく振り下ろす技。ノゼラ戦で使用した。
ダブルキック
ネオスと同時に放つキックで、その破壊力は単体で放つキックの4倍以上にもなる。ネオスと共にメンシュハイトにひざ蹴りやストレートキックを放ち、ダメージを与えた。
ダブルフライングキック
ネオスのウルトラ・フライング・キックと同時にウルトラ・ボマーを放つ合体技。メンシュハイトにダメージを負わせた。
ダブルアタック
ウルトラ・ヘッドクラッシュとも呼ばれる、ネオスとの合体技で、互いに別の怪獣の首をつかみ、ヘッドロックをかけて弱らせてから、走り寄って双方の持つ怪獣の頭部を激突させてノックアウトさせる。ノゼラとサゾラに対して使用した。
ダブルリフター
ネオスと力を合わせ、巨大な敵を持ち上げる技。ギガドレッドに対して使用した際には、そのまま飛行して大気圏外まで運び出し、宇宙の彼方へと放り投げた。
21・ホイッパー
敵の体をつかんで、一気に放り投げる技。人間大で、オオトモ博士に変身したザム星人を投げ飛ばした。
21・フライングメイヤー
空中高くジャンプしたのち、敵の首をつかみ、落下スピードを利用して地面に叩きつけ、弱らせる技。サゾラに向けて放ち、転倒させて大きなダメージを与えた。
テレパシー
自身の思念を相手の脳内に送り込む。その受信者の眼前には自身の映像が投影される。
ウルトラウィザードビーム（本編未使用）
額のビームランプから発射する光線。発射時のポーズによって、熱線、電磁光線、麻痺光線に使い分けられる。
ウルトラ・ライト・ランサー
敵を光の槍で突き刺す。
ウルトラ・クロス・スラッシュ
十字架の手裏剣を光のエネルギーで作り出して放つ。
ハンディ―パワー・ショット
手裏剣のように手の先から光弾を連射する。
アイ・クラッシュ・ビーム
両目から破壊光線を放つ。
21・スパークリング
全身をウルトラ念力でスパークさせて敵を破壊する捨て身の技。
ウルトラリダクション（本編未使用）
ウルトラ念力により、体をミクロ化させる。
ウルトラマグニファイ（本編未使用）
最大200メートルまで巨大化する。大量のエネルギーを消費するため、命の危険が伴う。
ウルトラテレポーテーション
ウルトラ念力により、瞬間移動する能力。

## HEART
High-tech Earth Alert and Rescue Teamの略。国際防衛機構DJ隊員の中から特に優れたメンバーで編成された特捜チームで、さまざまな怪事件・難事件の対処を任務とする。なお、DJの総合本部が日本に存在するため、HEARTは日本政府の内閣情報局の管理下で運営されている。
- #1995年版で述べた製作費の理由もあり、内部の背景セットは簡素なデザインとなっている。
- イメージカラーは、井口の希望で、通常はコントラストが強いことや汚れやすいため、採用されることがまずない白と赤で統一された[出典 28]。
- ロゴはH,R,Tを抜き出したものになっている[39]。

### 装備
HEARTスーツ
白をベースに赤のラインとショルダーパーツのシンプルな隊員服で、DJ科学セクションが開発した何層にも重ねられた特殊繊維製であるため、活動しやすく耐寒・耐熱・防水・防風・防塵効果に優れる。
- デザインは井口昭彦による。衣裳デザインは、メカニックとの統一性を意図した配色となった。アシンメトリーが強調された形となった。潤沢とは言い難い制作予算であったことから、スーツの素材は布地となっている。プロデューサーの円谷昌弘は汚れが目立って大変であったことを証言している。

HEART-POP
HEARTスーツの左手首部分に組み込まれた、超小型カメラ内蔵の超小型パソコンだが、主に隊員同士の通信や情報分析に使われる。
HEARTメット
丈夫な素材でできた操縦・戦闘用ヘルメット。ライトと小型カメラが内蔵されている。
- デザインは井口昭彦による。撮影用のヘルメットには点灯ギミックが仕込まれていたが使用されず、円谷昌弘は「もったいなかった」と述べている。

#### 銃器類・特殊装備
HEARTダイヴァーズガン
隊員標準装備の小型スーパーガンで、通常は45口径銃弾を発射するが、アタッチメントの交換で火炎銃・熱線銃になり、レーザー・小型ミサイル弾・麻酔弾・小型発信器弾も発射可能。
ヒートブラスター
強力な高熱弾を発射する大型砲。各種アタッチメント交換で、高熱火炎放射器・麻痺弾・破壊光線銃にもなる。
E・J・P
エマージェンシー・ジェット・パック。ハートウィナー搭乗時に装着する、短時間の飛行が可能な緊急脱出用装置。
サクテッキ
ヒノが開発した特殊分析機。第1話で阿賀鉱山の坑道内から響く怪音を調査するために使用した。
特殊サーチマシン
ヒノが開発した探知機。第2話で肉眼では視認できないザムタワーの隠し扉を発見した。第3話のシーゴリアン調査では、より小型の「サーチマシンプティット」が使用された。
エアマスク
第5話で使用された小型酸素ボンベを2つ内蔵した防毒マスクで、1時間以上の呼吸を確保できる。
アストロスーツ
オープニングで、カグラや電波望遠鏡を整備していたDJ隊員たちが着用していた、オレンジ色の長時間の宇宙空間での作業が可能なかなり軽量に作られた万能スーツ。

#### メカニック
ハートワーマー
超高性能大型ジェット機。HEARTの移動司令部として活躍し、機内の研究司令室には本機を完全自動操縦する高性能コンピューターや高性能分析装置・HRTサーチングシステムを備える。他にも、ハートビーターなどの車両輸送や宇宙航行、両翼端の可変ノズルで垂直・短距離離着陸が可能。武装は機体下部から発射されるホーミットミサイルで、最終話でメンシュハイトを攻撃した。
- ミニチュアは『ウルトラマンマックス』第11話の旅客機に流用された。
- 発進シーンのエレベーターは、『ウルトラマンガイア』のピースキャリーのものを流用している。

ハートウィナー
超高性能小型ジェット機で、本部基地には2機配備されている。空中戦闘・地上爆撃・偵察・哨戒と多目的任務をこなし、小型の割には高い旋回性能と牽引力、推進力にも優れている。武装はレーザービーム砲のカリシア砲と左右に2門ずつ備わっている5つの砲口の機関砲、機首先端のレーザー砲、スカイバイソンや冷却ミサイルである。状況に合わせた各種ミサイルも追加装備が可能。
- 『ウルトラマンAGE Vol.14』（辰巳出版）、30-32頁「円谷超兵器カタログ VOL.13 ハートウィナー」では、「全幅：約20メートル、全高：約7.2メートル」と推測している。

ハートビーターRX
パトロール用超高速特殊自動車。かなりの高熱火炎や衝撃にも耐えうる非常に高い剛性を持つ車体で、小回りも効く。武装はないが、高性能センサーや分析装置などの最新メカも搭載しているため、情報収集や偵察、追跡に向いている。三菱・パジェロがベース。

ハートビーターSX
高速特殊4WDであるパトロールカー。オン・オフロード問わず活動可能なうえ、運転席の計器操作で窓に防御シャッターを降ろし、車輪を収納することで低高度をエア・ブースターでホバー飛行できるディフェンシブモードへの変形も可能。武装は、ルーフ部の収納可能なビーム兵器のミディアン砲と、バンパー部の小口径レーザーガン。いすゞ・ビークロスがベース。
- 実車は『ウルトラセブン1999最終章6部作』のポインターの流用。

重力遮断装置
ヒノが開発した大型パラボラ状の4基1組の装置。小型のリモコン操作で、パラボラ型装置から粒子ビームを放って地球の重力を遮断し、対象物を持ち上げる。第10話では、ギガドレッドをネオスとセブン21との共闘で浮かばせることに成功した。分解された状態でハートウィナーによる輸送も可能。
特殊作業車
第10話に登場。重力遮断装置を搭載した作業車。この他にも重力遮断装置のパーツを運搬したトレーラートラックなどがある。

V.D.L.C.
第10話に登場。タンクトランスポーターを改造した試作型自走対空レーザーシステム。元々は低空で接近する攻撃機やミサイルの迎撃を目的として開発された車両であり、トレーラー部のアームに「V.D.レーザー」という化学ガスレーザー砲を装備している。他に運転席上部に機関銃を装備。ギガドレッド攻撃の手段として候補に挙がったが、内部のミサイルを誘爆させてしまう可能性があるため、却下された。
- 元は第10話の監督を務めた宮本拓が所属する自主制作映像集団「TEP PROJECT」が1989年に制作した自主製作映画『目覚めよと呼ぶ声あり』に、陸上自衛隊の車両として登場したメカである。

#### 未登場メカニック
GJ
調査、偵察、物資運搬に使用される多目的ジェットヘリ。
ターボットSS号
小型特殊潜水艇。
ソクイード555（）
スーパーオートバイ。
ダッキー
高性能小型地底戦車。

## その他の登場組織
DJ
DEFENSE JURIS-DICTION（国際防衛機構）の略。国連の提唱の下、2001年に結成された世界の人々の自由と平和を守ることを目的とし、人々のよりよい暮らしのために最先端科学を駆使した様々な研究から宇宙資源の開発まで行う国際的な防衛組織。北アメリカ（ララミー）、南アメリカ（マリンガ）、ヨーロッパ（カッセル）、アフリカ（モンバサ）、アジア（ウルムチ）、オーストラリア（ケアンズ）にそれぞれ支部が点在し、他にも各地域に様々な研究・開発センターや宇宙にも基地・ステーションを有する。
総合本部基地
日本・東京近郊の某山中に存在し敷地一帯にはビル状の建造物4棟と、サイロ状の建造物には地下にある各種航空兵器格納庫とエレベーターで繋がった発進口が設置され、首都圏と繋がる秘密地下ルートや地上から進撃してきた怪獣の侵入を防ぐための高電圧放電装置まで完備されている。基地内にはHEART隊員が勤務するオペレーションルームをはじめ、隊員・職員の福利厚生施設、機関室、研究施設、医療施設などで構成されている。総合本部基地には約3000人の職員が勤め、特捜チームHEARTはここのみに存在する。
劇中ではDJの名称は登場せず、総合本部基地もHEART本部と呼ばれていた。
- デザインは、ロケ地となっていた木更津のショッピングモール「かずさモール」の配置や外観に合わせて設計されている。

DJのメカニック
スペースシャトル
DJ所属のシャトルで、宇宙空間での作業や、宇宙基地への人員運搬に使われている。形状は実在するオービタに類似しているが、機首にカナード翼を有している。OP映像に登場し、ダークマターに遭遇して襲われる。
電波望遠鏡
DJ所属の望遠鏡で衛星軌道上にあり、宇宙の情報を各セクションに送信する。カグラは第1話以前にここへ出向していた。スペースシャトルと共にダークマターに襲われた。

内閣情報局
別名C.I.B（Cabinet Information Bureau の略）。DJおよびHEARTと連携する、日本政府の組織。

## 登場怪獣
鉱脈怪獣 アーナガルゲ
第1話「ネオス誕生」に登場。
阿賀鉱山内でダークマターの影響で突然変異を起こした発光微生物が岩石に取り憑き、集合・怪獣化したもの。「アーナガルゲ」とは元々、鉱山付近で神と崇められていた竜の名前。小さな岩の状態でも高速で動き回ることができ、体を粉砕されても再び本体と短時間で結合・再生することができる。伸縮自在の腕を槍のように使って戦う。微生物の活動力が極端に低下する、低温が弱点。HEARTの空対地冷却ミサイルを受けて一時は活動を停止したかに見えたが、体に張り付いた氷を砕いて活動を再開した後、HEARTとネオスの共同攻撃により空対地冷却ミサイルとネオマグニウム光線を続けざまに受けて倒される。
- デザインは丸山浩。当初はパイロット版のドレンゲランの登場が予定されており、その要素を引き継いで岩がモチーフとなっている。デザインイメージは、鉱石の集合体。

脳魂宇宙人 ザム星人
第2話「謎のダークマター」、第6話「ザム星人の復讐」、第11話「宇宙からの暗殺獣」、第12話「光の戦士よ永遠（とわ）に」およびパイロット版に登場。
パイロット版では怪獣ドレンゲランを操り、地球侵略を企む宇宙人として描かれたが、ビデオ版ではダークマターの影響で故郷を失い、地球に逃げてきた宇宙人として描かれた。
- 1体目、2体目、3体目、エスラーは流用では無く、それぞれ着ぐるみを新造している。
- デザインは一つ目にゼットンにバルタン星人のイメージを融合させたもの。複数回に渡って登場することから新規造形で表現するため、大きくデザインを変えず繊細なディテールを追加することとなった。
- 着ぐるみは、腕が『ウルトラマンネクサス』のアラクネア、全身が『ウルトラマンマックス』のゴドレイ星人に改造された。
- デザインは丸山浩。初代『ウルトラマン』のバルタン星人とゼットンをモデルにしており、はさみ状になっている両手などはバルタン星人との、黒い体や足の蛇腹などにはゼットンとの類似点が見られる。ビデオ版の「故郷を失い地球にやって来た」という設定もバルタン星人がモデルになっており、バルタン星人のような人気者に育てたいという意識があったという。
- パイロット版での準備稿のデザインは『ウルトラマンティガ』に登場した赤色昼型宇宙人 スタンデル星人レドル、青色夜型宇宙人 スタンデル星人アボルバスに再デザインされた。

1体目
第2話「謎のダークマター」に登場。
YY星系第9惑星のザム星から来た宇宙人。母星がダークマターの影響によって怪獣化した生物に支配されたため、別の星で新たなるザム文明を築き上げようと地球に降り立った。元々は平和的な種族らしく、地球人に対して敵意はない。指導者がダークマターの力を利用してさらなる高等生物に進化しようとしてザムタワーを造り上げ、そこでダークマターのエネルギーを収集していた。しかし実験は失敗したため、凶暴化して街を襲撃し、ウルトラマンネオスと対決する。武器は目から発する怪光線（等身大時には人間を麻痺させる程度）と地面を走る破壊弾。また、突然姿を消して地中から敵を襲撃する。ネオスとの激戦中、両手から雷を吸収して電撃を放とうとしたところをHEARTの攻撃で妨害され、ネオスのネオマグニウム光線によって爆発四散する。
「仮に自分が進化に失敗して人類に危害を加えるようなことがあったら、そのときは自分を殺害してくれ」とカグラ＝ネオスに頼むあたり、異星人への害意を持っていないことがうかがえるが、後に別の集団が指導者の仇をとるべく、再び地球へ降り立つことになる。ザムタワー内には指導者のほか、2名の固有名がない同族のザム星人の兵士（目の色がそれぞれ青、黄色と異なり、形状もそれぞれ違う）が存在し、HEART隊員や子供たちを一時的に監禁していた。指導者の目の色は赤である。
- デザインはパイロット版と同じだが、丸山によってデザイン画が描き直された。部下の一部は、パイロット版ザム星人の写真をCGで加工している。

2体目
第6話「ザム星人の復讐」に登場。
かつての指導者を失った責任をウルトラマンネオスと地球人に求めて逆恨みし、その報復として強力なザムリベンジャーを送り込んできた。地球人だけがダークマターの影響から抜け出そうとするのは許せないと語り、地球のダークマター対策会議を妨害しようとする。地球上ではダークマター対策会議に出席する予定だったオオトモ・ナツミ博士の姿を借りて活動し、一時はカグラをプラズマ発生装置で幽閉してネオスに変身させまいとしたが、その後に現れたウルトラセブン21に妨害されてネオスへの変身を許してしまう。今回は等身大でのみ活動し、セブン21とは人間体の姿でも互角に渡り合う実力者でもある。得意技は手から放つ怪光線。セブン21のストップ光線も強引に振り解いてしまった。最後には復讐の完遂を確信し、戦いの途中で自ら命を絶って消滅する。
今回登場したザム星人は女性で、体色は赤く、頭部の目も他の個体に比べてかなり小さい。この個体以外にも複数のザム星人の一般兵士が人間に変身して暗躍していた模様。
- 最低限の差し替えと塗装で表現している。

3体目
第11話「宇宙からの暗殺獣」に登場。
兵士タイプのザム星人で、数少ない生き残りの1人。ザム星人の絶滅を目論むメンシュハイトが送り込んだ怪獣グラールから、C2地区の山中の岩山に置かれていた建造物の中に隠されていた仲間の宇宙船を守るために出現した。たった1体でグラールに果敢に立ち向かっていったが、力の差は歴然としており、グラールに片手で投げ飛ばされた後も最後の力を振りしぼって立ち上がったものの、グラールの放った破壊光線を受けて爆発四散する。
劇中において今回は特に戦闘的な能力は使用していない。この個体の目は青い十字型になっているのが特徴。
- スーツは新規造形。ほかに爆発用人形も用いられた。

エスラー
第11話「宇宙からの暗殺獣」、第12話「光の戦士よ永遠に」に登場。
ザム星人10億人分の遺伝子情報が収められたシードレコーダーを守るザム星人の少年。10億の同胞を蘇らせるために自分の生命エネルギーを捧げることを使命とされており、ザム星人たちから彼らの言葉で「期待する」「希望」という意味のエスラーという呼び名が与えられていた。ザム星人の宇宙船がグラールにより破壊された際、脱出に成功してHEARTに救出されたが、当初は人間を警戒して手から威力の弱い光線を放ち、ナナやカグラを攻撃するといった一面も見られた。その他の能力として、生命エネルギーを与えて人間の治癒力を高めることもできるため、これによりグラールとの戦いで一時的に危篤状態に陥ったカグラを助けたこともある。その後、内閣情報局によりメンシュハイトに引き渡されそうになったところをHEARTに救出され、人間に対して信頼を寄せるようになった。メンシュハイトにより追い詰められていたウルトラマンネオスとウルトラセブン21を救出するために最後の力を振り絞り、自分の生命エネルギーを2人に分け与えて消滅する。使命であったザム星人の復活は、人類が成し遂げることをHEARTが誓う形で物語は幕を閉じる。
普段は人間態を取っていたが、本来の姿では紫の体色をしており、目は緑色で菱形となっている。
- 第11話・第12話の脚本を担当した武上純希は執筆時点では8歳程度をイメージしていたが、監督の髙野敏幸は芝居を要求できる年齢にしたいとの考えから当初より年長の設定となった。

パイロット版
パイロット版ではビデオ版とは異なり、YY星系から来た地球侵略を企む悪質な宇宙人として描かれている。怪獣ドレンゲランを率いて地球に侵攻し、ウルトラマンネオスやウルトラセブン21と対決した。頭部の脳魂プラザソウルが無事な限り不死身で、何度でも蘇るという設定になっている。武器は胸や脳魂から発射する光線ザムビーム。ドレンゲランが倒された後、ネオスとセブン21に宣戦布告を行い、退却していった。
- パイロット版とビデオ版の違いは頭部の脳魂の色。着ぐるみの造形も微妙に異なる。

その他の作品に登場したザム星人
- 漫画『ウルトラマン超闘士激伝』にはエンペラ軍の幹部である三大参謀の1人として登場し、地底怪獣を指揮する。
- 映画『大怪獣バトル ウルトラ銀河伝説 THE MOVIE』では、百体怪獣ベリュドラの胴体を構成する怪獣の1体となっている。
- 『大怪獣バトル ULTRA MONSTERS』の第3弾に技カードとして登場。スキル名は第6話登場時を意識した「復讐の一撃」で、イラストも第6話の個体が描かれている。
- 『ウルトラマンフェスティバル'95』ライブステージに登場。捨てられたおもちゃたちをコントロール装置から発生させる電波で凶暴化させて暴れさせ、部下のパワードバルタン星人にウルトラマングレートとウルトラマンパワードを魔界空間へ幽閉させるが、セブン21の活躍でコントロール装置を破壊され、2人も救出される。ガッツ星人や巨大ヤプールといった怪獣軍団をウルトラ戦士たちに仕向けるもすべて倒され、自らネオス・セブン21と戦う。セブン21を一騎討ちで負かしてネオスをも圧倒させるが、子供たちの声援を受けると同時に太陽エネルギーを浴びて復活したネオスのマグニウム光線を受け、敗れ去る。
- テレビアニメ『SSSS.GRIDMAN』第2話では、新条アカネの部屋の棚にザム星人のフィギュアが飾られている。

群体怪獣 シーゴリアン
第3話「海からのSOS」に登場。
海から出現して破壊活動を行い、突然姿を消して行方をくらましていた怪獣。その正体はダークマターの影響により集合、巨大怪獣化した鱒澤湖の多数の小魚で、当初は15メートル程度の大きさだったが水中で他の小魚と合体し、さらに巨大化していった。小魚の集合体であるため、狭い水路でも体を元の小魚に分離して通り抜けられる。武器として、頭部から赤い破壊光線を発射するほか、強烈な水流を噴射する。水産試験場を襲撃してネオスと対決したが、激戦の末に戦意を喪失して降参する素振りを見せたため、ウルトラリリース光線で元の魚に戻される。
- デザインは井口昭彦による。
- 鳴き声には、『ウルトラQ』のピーターの鳴き声が含まれている。

北極怪獣 ノゼラ
第4話「赤い巨人! セブン21」に登場。
300万年前にダークマターの影響で誕生した怪獣。北極で眠っていたが、ダークマターの再接近で覚醒し、仲間のサゾラを探して東京に現れた。都会のビル風の音をサゾラの唸り声と勘違いし、ビル風が途絶えると突然凶暴化するという変わった性質を持つ。両腕の巨大な鎌を生かして戦い、背中を覆う頑丈な甲羅はネオス・ナックル・シェルを防ぐほどの強度を持っているが、戦闘能力はそれほど高くはない。サゾラと共にネオスやセブン21と対決し、形勢が不利と見るや一時は降参するそぶりも見せたが、最後はネオマグニウム光線に敗れる。
- デザインは井口昭彦による。

南極怪獣 サゾラ
第4話「赤い巨人! セブン21」に登場。
ノゼラの同族の怪獣で、南極から現れた。飛行能力に優れ、最高速度はマッハ4にもなる。戦闘能力も高い怪獣で、角から稲妻状の破壊光線を発射してハートウィナーを撃墜した。ノゼラとのコンビネーションでウルトラマンネオスを追いつめるが、後一歩というところでウルトラセブン21が登場し、戦況は一変。形勢が不利と見るやノゼラと共に降参するそぶりを見せるも、2人が油断した隙にノゼラを差し向けて自分だけは逃げようとするなど、ずる賢い一面も見受けられる。最後はセブン21のレジア・ショットを受けて倒される。
- デザインは井口昭彦による。造形物はスーツのほか、飛行用人形が用いられた。

昆虫怪獣 シルドバン
第5話「見えない絆」に登場。
あさひが丘団地に現れたセミに酷似した怪獣。戦力は両腕の鎌。昆虫がダークマターの影響で変異した怪獣らしく堅い外骨格を持つが、腹部は柔らかくそこに07式貫通弾を撃ち込まれ、いったんは絶命する。死骸はあさひが丘に埋められるものの、その直後に出現したバッカクーンの菌糸に寄生され、操られて復活する。しかし、バッカクーンの菌糸により活動するその肉体は死骸であるため、まさに巨大な操り人形といってもいい状態である。バッカクーンに操られるままにウルトラマンネオスと対決したが、ハートウィナーからの攻撃で菌糸を絶たれたため、活動を停止して元の死骸に戻る。最後は弁慶の立ち往生の状態でバッカクーン諸共ネオス・ダブルキックを受け、敗れ去る。
- デザインは丸山浩による。復活後は、バッカクーンの菌によって復活したため、胞子を付けている。着ぐるみは『ウルトラマンネクサス』のバグバズンに改造された。

寄生怪獣 バッカクーン
第5話「見えない絆」に登場。
死んだ怪獣に寄生する菌糸成長型怪獣で、キノコのような外見をしている。HEARTの攻撃により絶命したシルドバンに寄生し、シルドバンが埋められた地点から巨大なキノコの形状として出現すると、その死骸から養分を吸収して怪獣化した。寄生した怪獣から養分を吸い取ることでスタミナを保つため、HEARTの攻撃で目を潰されてもすぐに再生する。さらに、菌糸によって屍骸の養分を吸収することで、菌糸で繋がった怪獣の死体を操ることもできる。怪獣化した後は口から毒性の胞子を放射し、ネオスを苦しめた。シルドバンの死骸を意のままに操り、2匹でウルトラマンネオスと対決したが、ハートウィナーの07式貫通弾により菌糸を寸断されたために弱体化し、ほとんど戦意を喪失していたところにネオス・ダブルキックを受け、最後はネオマグニウム光線を撃ち込まれて絶命する。
- デザインは丸山浩による。キノコの傘を甲羅風にすることで亀のような怪獣にしている。

復讐ロボット ザムリベンジャー
第6話「ザム星人の復讐」に登場。
自分たちの指導者を殺害したウルトラマンネオスや、自分たちだけダークマターから抜け出そうとする地球人たちを逆恨みしたザム星人の残党が報復するべく造り上げた特殊合金製ロボット。ザム星人をモチーフとした外見を持つ。
当初は円盤状の飛行形態で登場し、高速移動でハートウィナーを振り切ったが、その後にザム星人の命令で円盤内に収納されていた本体部分を展開させ、アンバランス現象対策会議場を襲撃しようとした。両手から強力な破壊光線やミサイルを発射し、そのボディはネオスの打撃にびくともしないほどの強度を誇っている。また、ネオスラッシュを2回も弾き返すほどの強度を誇る光波バリヤーを展開する防御機能を兼ね備えた万能戦闘マシンでもあるが、ウルトラセブン21によって誘導機械のブレスレットを破壊されると機能が著しく低下し、光波バリヤーをウルトラ・エルボースマッシュで破壊された直後に頭部をネオス・パンチで破壊され、完全に活動を停止する。
- デザインは丸山浩による。この回に登場するザム星人が女性であったため、女性的なシルエットにし、ポリネシアの住人が施している幾何学模様の刺青のようなラインをボディに取り入れている。決定稿の黒のラインのほかに赤のラインもデザインされていた。装甲板に沿ってラインを入れるのではなく、敢えて無視して入れている。腕の展開ギミックは、丸山が高校生のころに描いたロボットを一部手直しして使用している。
- 『ウルトラマンフェスティバル2004』では、ダークザギの配下の怪獣として登場。ウルトラセブンやウルトラセブン21と戦うが、最後は腕をもぎ取られてヴェルザードとアイスラッガーの同時攻撃を受けた後、エメリウム光線とアドリウム光線を受けて倒される。

凶暴竜 ロックイーター
第7話「生態系の王」に登場。
ダークマターの影響で生態系が変化した太平洋の孤島、荒神島に群生する巨大爬虫類で、巨大な大型種と人間大の小型種がいる。大型種は単独で行動し、小型種は群で行動する。凶暴な性質で、力強い顎と岩石のような頑強な外皮を持つ。同じ島に住むキングバモスと比べて恐ろしい容姿をしているが、キングバモスよりも生態学的地位は低い。大型種はキングバモスと戦い、牙で噛み付くなどして応戦したが、力及ばずキングバモスの鋭い爪で切り裂かれて絶命する。小型種はキングバモスの姿を見て逃走しようとするも殺害される。
卵生であるが、HEARTに発見された卵はすでにキングバモスに食べられていた。なお、大型種と小型種がどういう関係にあるのかは劇中では描写されていない。
- デザインは井口昭彦による。着ぐるみはイベント用着ぐるみの改造で、3体作られた。

変貌怪獣 キングバモス
第7話「生態系の王」に登場。
ダークマターの影響で誕生した荒神島の生態系の王として君臨する怪獣。通常は人と同じサイズで、興奮すると神経系の電気的刺激により細胞が増殖し、巨大化するという能力を持つ。悪意はなく、普段は温和で人間に好意的な性質で地質調査員の成瀬に懐いているため、その鳴き声から彼に「バモちゃん」と親しまれていた。成瀬が持つオルゴールの音色を気に入っているが、いったん怒ると見境なく暴れ回る。体内に強力な電気を起こす器官を内蔵しており、これは戦闘時に接触した相手を感電させるときにも使用される。また、一度溜めた電気エネルギーを爪に集中させて敵を引き裂くこともでき、これによりロックイーターの大型種を倒している。ウルトラマンネオスと戦い、得意の爪や電撃で応戦したが、オルゴールの音色で沈静化した後、ネオスのウルトラ・ミニマム光線で元のサイズに戻される。
- デザインは井口昭彦による。
- 最後は死亡するという展開も考えられていた。

幻聖魔獣 ラフレシオン
第8話「蘇る地球 HEART南へ!」に登場。
宇佐美教授の娘ミサキが植物を蘇らせる怪獣として密かに育てていた怪獣。宇佐美教授が創造した地球を浄化させる架空の聖獣と誤解していたが、実際はダークマターの影響で誕生したため、まったくの別物である。時折頭部の角から散布する光り輝く物質は、植物を一時的に再生させるが動物にとっては有害であり、この物質の放射が続けば8か月で地球上のあらゆる動物が壊滅してしまうとされる。この物質はウルトラマンネオスにもある程度の効果があるため、ネオスにダメージを与えることに成功する。その他、口から火球を発射する能力も持つ。弱点は攻撃的になると伸びる長い角で、これを折られると能力が著しく低下する。ネオスにより角をへし折られて戦意を喪失していたところを、ウルトラ・ライト・ソードで袈裟懸けに切り裂かれて絶命する。
- デザインは井口昭彦による。
- 初期案では、ミナトの大学時代の友人が悪魔の化身のような怪獣を育てて地球を作り変えようとしているという展開であったが、内容が暗すぎるとして変更された。
- 第8話監督の小原直樹は、顔の変化はミサキの妄想とも解釈できるように構成していると述べている。

合体恐竜 キングダイナス
第9話「僕らの恐竜コースター」に登場。
恐竜ブームを起こそうとした子供たちが埋めた恐竜の化石の遺伝子情報がダークマターの影響によって1つとなり、怪獣化した姿。ティラノサウルス、トリケラトプス、ステゴサウルスの特徴を持つ。恐竜コースターのある遊園地の裏山から出現して暴れ、目の前に向かって突進し、いかなる障害もなぎ払う。また、突進力だけではなく、口から放つ火球も強力。ウルトラマンネオスとの戦いで、ウルトラ・エディ・ビームによって元の化石に戻る。
- デザインは井口昭彦による。両肩の突起は、ウルトラマンが馬乗りになる演技をさせたいという監督の神澤信一からの要望に基づき、ネオスの持ち手とするために加えられた。
- 映画『大怪獣バトル ウルトラ銀河伝説 THE MOVIE』では、百体怪獣ベリュドラの右腕を構成する怪獣の1体となっている。

隕石怪獣 ギガドレッド
第10話「決断せよ! SX救出作戦」に登場。
人工衛星と宇宙空間に生息する腐食生物がダークマターの影響で融合して怪獣化した姿。軍事衛星も取り込んだため、内部に周囲300キロを吹き飛ばす威力を持つ核ミサイルが爆発寸前の状態で取り込まれており、迂闊に攻撃できない。頂上の目・エレクトリック眼（アイ）からプラズマ光線を放ち、衛星部分からミサイルを放つ。防御能力としてバリヤを展開できるが、移動能力は皆無に等しい。
ミナト隊長の乗るハートピーターSXを口に相当する中央の球体から吸収するが、ウルトラマンネオス・ウルトラセブン21・HEARTの協同作戦と重力遮断装置によって大気圏外へ運ばれ、大爆発を起こして消滅する。ハートピーターSXはネオスによって無事に救出される。
- デザインは井口昭彦による。

暗殺怪獣 グラール
第11話「宇宙からの暗殺獣」に登場。
ザム星人の絶滅を狙うメンシュハイトが、ダークマターで発生させた変異体の長所を合成して作り出した最強最悪の生命体。戦闘能力はかなり高く、口から火球を放射し、角から破壊光線を発するほか、敵のエネルギーを吸収して黄金の熱線にして口から放射する能力も持つ。
C2地区の山中に隠されていたザム星人たちの宇宙船を破壊するべく襲来した。まず宇宙船を守るザム星人と戦い、破壊光線で粉砕したうえで宇宙船も爆破すると、難を逃れたザム星人の少年エスラーを殺害するべく彼を匿ったHEART基地を襲撃するが、ウルトラマンネオスに妨害されて交戦する。ネオスに対しても圧倒的な実力を見せつけ、一時はネオスの太陽エネルギーを吸収して口からビームを放ってダウンさせるものの、息を吹き返したネオスにネオマグニウム光線、ウルトラ・エディ・ビームを連続で浴びせられて爆死する。しかし、その直後にネオスもエネルギーを使い果たして倒れてしまう。
- デザインは井口昭彦による。

究極進化帝王 メンシュハイト
第11話「宇宙からの暗殺獣」、第12話「光の戦士よ永遠に」に登場。
ザム星の盟主を名乗るダークマターのもたらす進化の究極態。自らを宇宙に選ばれし者と認識し、「ダークマターが生み出した知的生命体の中で最高の存在」と位置付け、宇宙の秩序を守り、己が理想とする未来を築き上げる権利があると豪語する。自分以外の存在がダークマターによって進化しようとしたため、「野蛮な生命体」と称してザム星人を滅ぼし、いずれは地球人でさえ支配下におこうと企んだ。地球人たちにエスラーの引き渡しを拒まれると、巨大化して真の姿を現し、人間の悲鳴によく似た不気味な唸り声を発する。トラッカーと呼ばれる専用のスパイメカを持つ。
その戦闘能力は凄まじく、手からは光弾を放ち、額にある第3の眼からは怪光を発して業火を起こして地面を発火させたり、念力で相手の動きを止め、直接ダメージを与えることができる。また、防御能力としてバリヤーを展開できる。角からエネルギーを発することで、背中に翼を展開して飛翔し、暴風を発生させることもできる。
まずセブン21を余裕でねじ伏せた後、ネオスが加勢しても圧倒的な実力で2人をダウン寸前まで追い込んだが、エスラーが2人に生命エネルギーを分け与えたため、形勢は逆転する。ネオスとセブン21の光線を連続で受けて角を失い、翼の機能が無くなって地面に落下した後、ネオマグニウム光線とレジア・ショットを受けて爆発四散する。
- デザインは井口昭彦による。

宇宙鉱石怪獣 ドレンゲラン
パイロット版に登場。
ザム星人が操る怪獣。動きは遅いが、体が宇宙鉱石でできているために高い防御力を誇るうえ、口から放つ数千億度の火炎弾と長く伸ばせる首を使った頭突きなど、攻守において死角がない。ザム星人と2対1でネオスをピンチに追い込むが、セブン21の救援で形勢が逆転し、最後はセブン21のアドリウム光線とネオスのマグニウム光線で倒される。
- 着ぐるみにはスーツアクターが2人入っている。
- 元々は、三井グリーンランドのショーで使用するためのデザインで、全長20メートルの造形物が作られ、その後イベントの宣伝目的で着ぐるみが作られたが、立ち回りは想定していなかったため、ビデオ版第1話においてもシナリオ第1稿では登場が検討されていたが、着ぐるみに2人入って動かすのが大変という理由から登場は見送られ、アーナガルゲに変更された。

その他の作品に登場するドレンゲラン
- 漫画『ウルトラマン超闘士激伝』ではエンペラ陸軍参謀の闘士ザム星人が駆る巨大陸上戦艦として登場を果たした。内部には120体ものメタルモンスが格納されている。
- 1997年に発売されたアクションゲーム『ザ・グレイトバトルVI』では雑魚敵として登場。
- テレビアニメ『SSSS.GRIDMAN』第2話では、新条アカネの部屋の棚にドレンゲランのフィギュアが飾られている。

## その他の用語
にちりん
第10話に登場。日本が運用していた気象衛星。他の複数の衛星と共にギガドレッドに取り込まれた。
SSM-S1
第10話に登場。衛星軌道上を周回する軍事衛星。所属は不明。搭載されているミサイルには半径300キロメートル圏内を吹き飛ばす能力があり、軌道を外れた際には自爆するようになっている。ギガドレッドに取り込まれ、内部のミサイルが地球上で爆発する危機に陥った。

## サブタイトル
| 発売日          | 話数         | サブタイトル         | 登場怪獣・宇宙人                                                                        | ネオス以外の登場ウルトラマン  | 脚本                | 監督・特撮監督 | 地上波放送日 （視聴率） |
| --------------- | ------------ | -------------------- | --------------------------------------------------------------------------------------- | ----------------------------- | ------------------- | -------------- | ----------------------- |
| 2000年 11月22日 | 1            | ネオス誕生           | 鉱脈怪獣アーナガルゲ                                                                    | ウルトラセブン21              | 武上純希            | 神澤信一       | 2002年7月6日 （6.1%）   |
| 12月6日         | 2            | 謎のダークマター     | 脳魂宇宙人ザム星人（1体目）                                                             | - ウルトラセブン21 - ゾフィー | 武上純希            | 神澤信一       | 7月13日 （4.4%）        |
| 12月21日        | 3            | 海からのSOS          | 群体怪獣シーゴリアン                                                                    | ―                             | 右田昌万            | 高野敏幸       | ―                       |
| 2001年 1月5日   | 4            | 赤い巨人! セブン21   | - 北極怪獣ノゼラ - 南極怪獣サゾラ                                                       | ウルトラセブン21              | 右田昌万            | 高野敏幸       | ―                       |
| 1月24日         | 5            | 見えない絆           | - 昆虫怪獣シルドバン - 寄生怪獣バッカクーン                                             | ―                             | 星野卓也            | 満留浩昌       | ―                       |
| 2月7日          | 6            | ザム星人の復讐       | - 脳魂宇宙人ザム星人（2体目） - 復讐ロボット ザムリベンジャー                           | ウルトラセブン21              | 武上純希            | 満留浩昌       | ―                       |
| 2月21日         | 7            | 生態系の王           | - 凶暴竜ロックイーター - 変貌怪獣キングバモス                                           | ―                             | 武上純希            | 小原直樹       | ―                       |
| 3月7日          | 8            | 蘇る地球 HEART南へ!  | 幻聖魔獣ラフレシオン                                                                    | ウルトラセブン21              | 武上純希            | 小原直樹       | ―                       |
| 3月23日         | 9            | 僕らの恐竜コースター | 合体恐竜キングダイナス                                                                  | ―                             | 星野卓也            | 神澤信一       | ―                       |
| 4月5日          | 10           | 決断せよ! SX救出作戦 | 隕石怪獣ギガドレッド                                                                    | ウルトラセブン21              | - 武上純希 - 星貴則 | 宮本拓         | ―                       |
| 4月21日         | 11           | 宇宙からの暗殺獣     | - 暗殺怪獣グラール - 究極進化帝王メンシュハイト - 脳魂宇宙人ザム星人（3体目、エスラー） | - ウルトラセブン21 - ゾフィー | 武上純希            | 高野敏幸       | ―                       |
| 5月5日          | 12           | 光の戦士よ永遠に     | - 究極進化帝王メンシュハイト - 脳魂宇宙人ザム星人（エスラー）                           | - ウルトラセブン21 - ゾフィー | 武上純希            | 高野敏幸       | ―                       |
|                 | パイロット版 | パイロットフィルム   | - 脳魂宇宙人ザム星人（パイロット版） - 宇宙鉱石怪獣ドレンゲラン                         | ウルトラセブン21              | 高野宏一            | 高野宏一       | ―                       |

## キャスト

### レギュラー・準レギュラー
- カグラ：高槻純
- ミナト：嶋田久作
- ウエマツ：影丸茂樹
- ヒノ：森田猛虎
- ナナ：瑠川あつこ
- アユミ：坂本三佳
- フジワラ：村上聡美
- キサラギ：木村栄
- カタギリ次官：四方堂亘

### 声の出演
- ウルトラセブン21：千葉一伸
- ゾフィー：大滝明利[注釈 25]
- ザム星人：長嶝高士
- キングバモス（バモちゃん）：福岡まどか[注釈 26]
- ナレーター：沢木郁也

### ゲスト
- イサオ：内海大輔（第1話）
- 地元の老人：名川貞郎（第1話）
- 職員：横尾三郎（第1話）
- オープンカーの若者：竹島正義、武原由美（第1話）
- 少女：伊澤麻璃也（第2話）
- カズシ：安藤奏（第2話）
- 少年：蓮池貴人、真瀬皓介（第2話）
- ハゼヤマ：江藤漢（第3話）
- 警察官：山崎猛（第3話）
- 魚を盗もうとした男：岩田清、尾山ほうめい（第3話）
- 水族館警備員：内田正利（第3話）
- 釣り人：三宅敏夫（第3話）
- 柴田エリカ：鵜川薫（第4話）
- 剣持慎也：正岡邦夫（第4話）
- 佐々木裕介：瀬戸陽一郎（第4話）
- オオタ：阿部渡（第4話）
- ヒノの父親：冷泉公裕（第5話）
- 客：皆川衆（第5話）
- 少年：吉野結貴（第5話）
- ショーン・アンクル：アール・スコット（第6話）
- オオトモ・ナツミ博士：白島靖代（第6話）
- 成瀬丈：宮坂ひろし（第7話）
- 地質調査隊員：野口雅弘（第7話）
- 宇佐美将人：タケ・ウケタ（第8話）
- 宇佐美ミサキ：福井裕佳梨、永井冴佳（幼少期）（第8話）
- ショウタ：高見大悟（第9話）
- アヤカ：寉岡瑞希（第9話）
- タクミ：山本隆平（第9話）
- 女子アナ：あだち理絵子（第10話）
- 究極進化帝王メンシュハイト（人間態）：ミスターちん（第11話・第12話）
- ザム星人エスラー：安藤一平（第11話・第12話）
- スキンヘッドのリーダー：大滝明利（第12話）

### スーツアクター
- ウルトラマンネオス：岡野弘之
- ウルトラセブン21：寺井大介
- ゾフィー：小宮啓志、大滝明利
- アーナガルゲ[77]、ノゼラ[77]、シルドバン[77]、ザム星人（第6話）[77]、ロックイーター[77]、ラフレシオン[77]、キングダイナス[77]、グラール[77]：横尾和則
- ザム星人（第2話、第11話）[77]、シーゴリアン[77]、サゾラ[77]、バッカクーン[77]、ザムリベンジャー[77]、キングバモス[77]、ギガドレッド[77]、メンシュハイト[77]：三宅敏夫

## スタッフ
- 監督：神澤信一、高野敏幸、満留浩昌、小原直樹、宮本拓
- 脚本・シリーズ構成：武上純希
- 音楽：冬木透
- 音楽プロデュース：玉川静、高島幹雄
- 擬闘：大滝明利、岡野弘之
- キャラクターデザイン：丸山浩[注釈 27]、井口昭彦[注釈 28]
- 技術協力：東通
- 光学アニメーション：日本エフェクトセンター
- 音響効果：スワラプロダクション
- 編集：東通ビデオセンター
- スタジオ：東宝ビルト
- 車両協力：三菱自動車工業
- 企画：円谷一夫、伊藤梅男
- プロデュース：円谷昌弘、近貞博
- 企画制作：バップ

## イメージソング・主題歌・挿入歌
原盤はイメージソングがエモーションミュージック（旧バンダイミュージック）、オープニングテーマ・エンディングテーマ・挿入歌がバップである。
イメージソング
「ウルトラマンネオス」
作詞：松井五郎 / 作曲：鈴木キサブロー / 編曲：矢野立美 / 歌：前田達也
「ウルトラセブン21」
作詞：松井五郎 / 作曲：鈴木キサブロー / 編曲：矢野立美 / 歌：前田達也
オープニングテーマ「ウルトラマンネオス TYPE 2001」
作詞：松井五郎 / 作曲：鈴木キサブロー / 編曲：大門一也 / 歌：Project DMM
映像はカグラがダークマターによって宇宙に放り出されるシーンが使用されている。
エンディングテーマ「IN YOUR HEART」
作詞：松井五郎 / 作曲・編曲：大門一也 / 歌：松本梨香 with Project DMM
挿入歌（第4話）「ウルトラセブン21 TYPE 2001」
作詞：松井五郎 / 作曲：鈴木キサブロー / 編曲：大門一也 / 歌：Project DMM

## テレビ放送
2002年7月6日と翌週7月13日に、諸事情により、当時休止中であった『ウルトラマンコスモス』の代替番組としてTBS系で全国放送された。翌々週7月20日からは『コスモス』の放送再開に伴い、MBS以外のほとんどの局は放送が打ち切られているが、一部の局では別の時間帯で残りの話数が放送された（詳細は後述）。テレビ放送に際し、放送時間の関係でオープニングのナレーションパートやエンディングテーマがカットされたほか、次回予告にはサブタイトルテロップが付加された。
2012年2月26日から同年5月13日までTOKYO MXの『円谷劇場』にて全話放送された。

### 放送局（ローカル枠で全話放送）
- チューリップテレビ（2002年10月3日から同年12月12日まで木曜 15:50 - 16:20にて放送[100]）
- 北陸放送（2002年10月12日から同年12月28日まで土曜 6:00 - 6:30にて放送[101]）

## パイロット版
1995年にパイロットフィルムが制作・撮影されたが一般公開・販売はされず、当初は関係者のみが知り得る内容であった。その後、当時のテレビマガジンが7月号の応募者へ全員プレゼントと称して公開（応募者は金額分の為替を送る必要があったため、実質的には通販）した特別ビデオ『ウルトラ戦士スペシャルビデオ』にて、ほぼその全貌を知ることができた。
演出は高野宏一が務め、エキストラ出演は円谷プロ社員。16mmフィルムで撮影され、ビデオによって完パケされた。デジタルで合成が行われ、表情変化やエフェクト関連もデジタル処理が行われている。『ウルトラマン80』の破壊ライブなども多用されている。
パイロット版の尺は短く、そのままではすぐに終わってしまうため、特別ビデオではウルトラマンのいる光の国の司令部にグレートとパワード（当時それまでの最新ウルトラ戦士）がナビゲーターとして登場し、個々の名場面を振り返りながらネオスとセブン21を紹介して新たな地球の守りに就かせるという構成になっていた（これらはこのビデオのための新規撮影である）。
そこからパイロット版本編に繋がる。市街地にザム星人がドレンゲランを引き連れて出現し、暴れ回る。そこへネオスとセブン21が登場してバトルとなり、ネオスがバリアーで敵の攻撃から逃げ遅れた電話ボックスの女性を助けたり、ドレンゲランの首が伸びたり、セブン21が目を細めたりと、当時の最新のビデオ合成を意欲的に使ったカットが連続する。ラストはネオスと21の光線技でドレンゲランは倒され、ザム星人は捨てゼリフを吐きながら消えていく。そして、パワードとグレートがネオスとセブン21に激励のメッセージを送り、締めくくるという内容であった。
後に平成ウルトラシリーズの脚本を担当する小中千昭はパイロット版を鑑賞し、デジタル技術を取り入れているなどに「守りに入っていない」という印象を強く抱いたという。

### GSG
パイロット版に登場した、地球侵略に来たザム星人を迎え撃つために出撃した地球防衛軍。ミサイルやビームで攻撃をしたが逆に反撃を受け、全滅。その直後にウルトラマンネオスが登場した。東京近郊に日本支部として、長大な滑走路を有するHEART極東本部基地がある設定。
メカニックは後述のHEARTラナーの他、『ウルトラマン80』の映像の流用によって地球防衛軍戦闘機、F-4 ファントムII、レオパルト1が登場している。また、ナレーションでは陸上・海上・宇宙用のメカニックを保有していることも示唆されている。

ハートラナー（HEARTラナー）
多目的任務超高速機。垂直/短距離離着が可能な戦闘機で、武装として機関砲2門を装備。青と白のカラーリングが施されている。劇中にはハートウィナーと同様に2機が登場した。ウルトラマンフェスティバルでもハートラナープロトタイプとして展示されている。
- ミニチュアは1機のみが制作された。

## 他作品への出演

### ウルトラシリーズでの客演
『新世紀ウルトラマン伝説』
ネオスとセブン21が他のウルトラ戦士と共に登場。本作品の映像の流用でノゼラ&サゾラやザムリベンジャーとの戦いが紹介された後、天空魔と戦った。
『新世紀2003ウルトラマン伝説 THE KING'S JUBILEE』
ネオスとセブン21がウルトラマンキングの誕生日を他のウルトラ戦士たちと共に祝福する。
『大怪獣バトル ウルトラ銀河伝説 THE MOVIE』
宇宙警備隊の一員としてネオスとセブン21が登場。ウルトラの星を襲ったウルトラマンベリアルと戦うも敵わず、光の国の氷結に巻き込まれるが、ウルトラマンゼロがベリアルから「プラズマスパーク・エネルギーコア」を取り戻したことにより復活した。
また、百体怪獣ベリュドラを構成する怪獣の1体としてザム星人とキングダイナスの姿が確認できる。
『新ウルトラマン列伝』
最終話の第155話より、それまでの話には一切登場しなかったネオスとセブン21が、ウルトラ戦士たちの集合映像（新撮）にて登場している。
『ウルトラギャラクシーファイト 大いなる陰謀』
ネオスとセブン21がChapter.1『動き出す陰謀 -The Beginning-』に登場。ネオスは八塚竜也、セブン21は松本健太がそれぞれ声を担当する。
ルーゴサイト討伐のためにウルトラマン80によって招集され、ウルトラマンコスモスおよびジャスティスとも協力しながらルーゴサイトを撃破する。

### ウルトラシリーズ以外への出演
ステートファーム保険
2014年3月に自動車保険キャンペーンのイメージキャラクターとしてネオスが起用され、日本未放送のCMに登場。
東京ブランド (TOKYO BRAND)
2017年3月に制作された第2弾PVにネオスが登場。
「少年他的奇幻漂流」ミュージックビデオ
アジア各国を中心に活躍する台湾出身のバンド「メイデイ」のミュージックビデオにネオスが登場。台湾を舞台にネオスがダークバルタンと戦いを繰り広げる。

## 映像ソフト化
- VHSとDVDが2000年11月22日より発売。全12巻。VHSのレンタル版は2話収録で全6巻。
- 2011年12月23日に『ウルトラマンネオス パーフェクト・コレクションDVD-BOX』が発売。
- 2018年3月7日にはHDマスターのBlu-rayBOXが発売され、パイロット版やテレビマガジン全員サービスビデオ.『ウルトラ戦士スペシャルビデオ』も収録された。

## 備考
『プロジェクトX〜挑戦者たち〜』第37回「ゴジラ誕生～特撮に賭けた80人の若者たち～」では、特撮の撮影風景の映像として本作品のメイキングを用いている。